# Amblypharyngodon
Amblypharyngodon is een geslacht van straalvinnige vissen uit de familie van eigenlijke karpers (Cyprinidae).

## Soorten
- Amblypharyngodon atkinsonii (Blyth, 1860)
- Amblypharyngodon chulabhornae Vidthayanon & Kottelat, 1990
- Amblypharyngodon melettinus (Valenciennes, 1844)
- Amblypharyngodon microlepis (Bleeker, 1853)
- Amblypharyngodon mola (Hamilton, 1822)